# Klebas
Klebas is een gehucht dat behoort tot de gemeente Lesachtal in Karinthie (Oostenrijk). Het dorp telde in 2007 91 inwoners.